# Lawina na Szpiglasowej Przełęczy
Lawina na Szpiglasowej Przełęczy – dwie lawiny, które 30 grudnia 2001 roku zeszły pod Szpiglasową Przełęczą w Tatrach.
30 grudnia 2001 grupa trzech turystów z Gdyni wyszła z Doliny Pięciu Stawów na Szpiglasową Przełęcz mimo niekorzystnych warunków – śniegu, wiatru i zagrożenia lawinowego. Niedaleko przełęczy podcięli lawinę, która porwała wszystkich turystów. Jeden z turystów wydostał się spod lawiny, a następnie pobiegł do schroniska zaalarmować Tatrzańskie Ochotnicze Pogotowie Ratunkowe. TOPR-owcy usiłowali uruchomić śmigłowiec, który okazał się niesprawny. Wskutek pogorszenia się warunków atmosferycznych nie można było użyć również helikoptera Straży Granicznej. Poszukiwania prowadzono metodą tradycyjną. Ośmiu ratowników TOPR idących na akcję ratunkową przysypała kolejna lawina, większości ratowników udało się samemu odkopać lub z pomocą kolegów. Ciała dwóch ratowników udało się zlokalizować przy użyciu detektorów lawinowych. Po odkopaniu ratownicy nie wykazywali oznak życia, ale podczas reanimacji Marka Łabunowicza udało się przywrócić jego czynności życiowe. Ratownik zmarł jednak po przetransportowaniu do schroniska. U drugiego z ratowników Bartka Olszańskiego, akcja reanimacyjna nie przywróciła funkcji życiowych.
Zmarli ratownicy TOPR zostali pochowani na Cmentarzu Zasłużonych na Pęksowym Brzyzku.

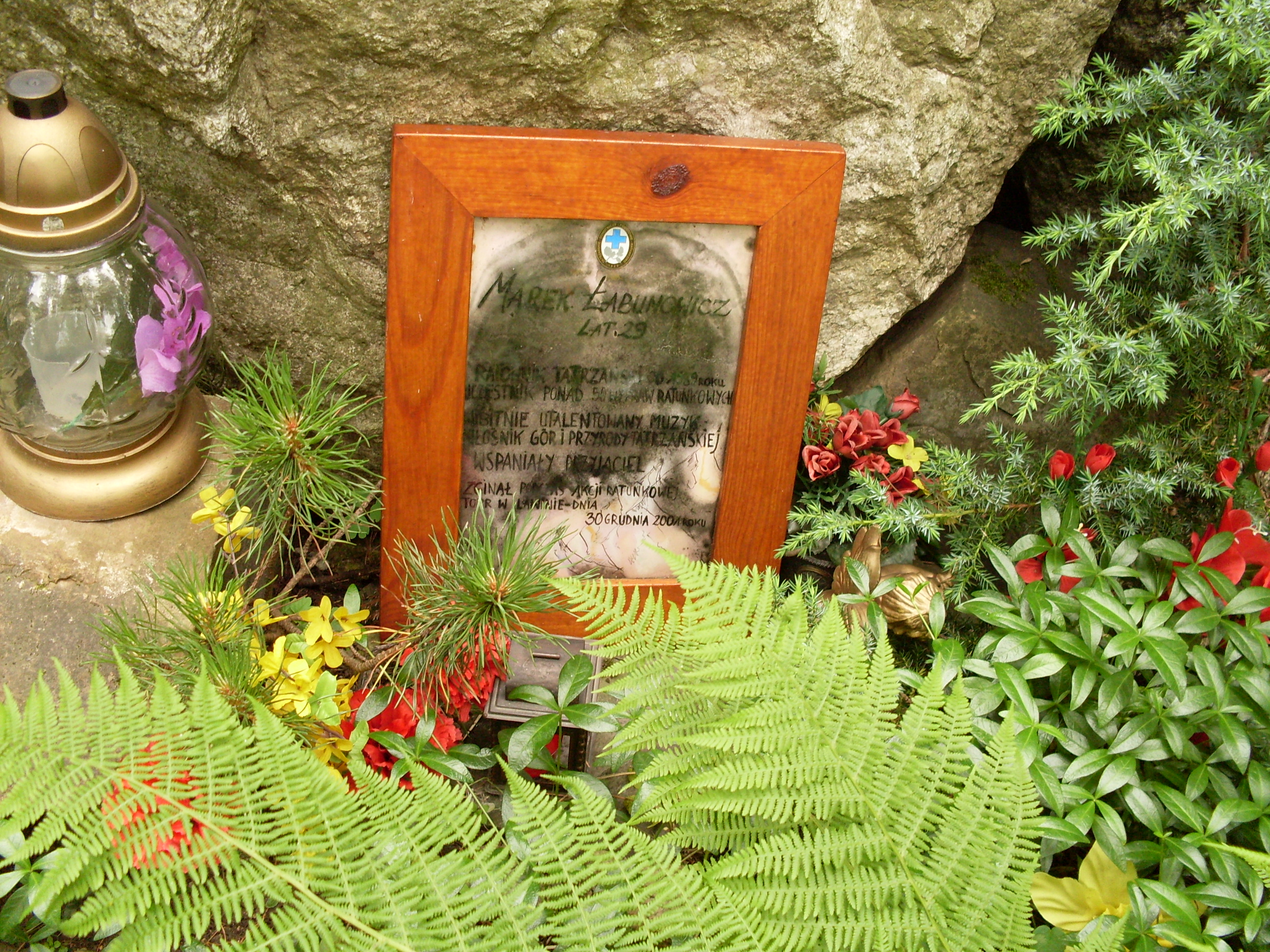
Grobowiec Marka Łabunowicza
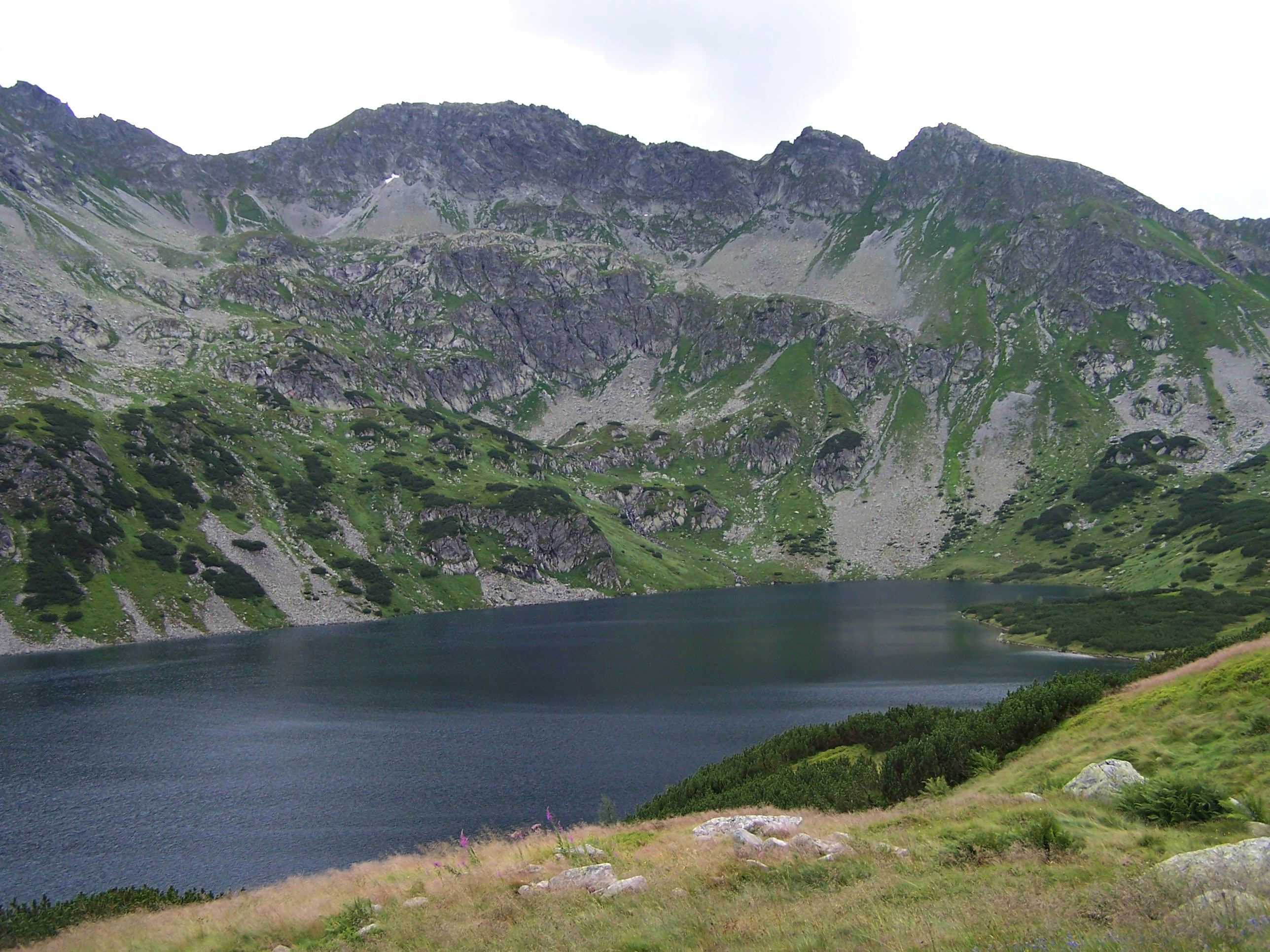
Widok z Doliny Pięciu Stawów, Szpiglasowa Przełęcz widoczna po lewej stronie